# Cesar Debaets
Cesar Debaets (* 16. Juni 1891 in Kortrijk; † 20. November 1974 in Gent) war ein belgischer Radrennfahrer.
Cesar Debaets war einer der erfolgreichsten Sechstagefahrer der 1920er Jahre. Er startete bei insgesamt 28, von denen er zwei gemeinsam mit Jules Van Hevel gewann, eins gemeinsam mit Emile Thollembeek. Er gehörte zu den ersten Radrennfahrern aus Flandern, die in die Vereinigten Staaten reisten, um dort Rennen zu fahren. Insgesamt errang er 200 Siege, dabei erlitt er zahlreiche Verletzungen durch Stürze, darunter neun Schulter-, zwei Schädel- und sieben Rippenbrüche sowie eine Blutvergiftung.
Cesar Debaets wurde besonders wegen seines eleganten Fahrstils bewundert. Er hatte vier Brüder – Gerard, Gaston-Octave, Michel und Arthur –, die auch alle Rennfahrer waren; Gerard und César waren die erfolgreichsten der Familie. Von 1932 bis 1964 führte er in Gent das „Hotel Albert“ (heute „The Rambler“).